# Spilogona pruinella
Spilogona pruinella är en tvåvingeart som först beskrevs av Huckett 1932.  Spilogona pruinella ingår i släktet Spilogona och familjen husflugor. Inga underarter finns listade i Catalogue of Life.